# Cuphea tarapotensis
Cuphea tarapotensis là một loài thực vật có hoa trong họ Lythraceae. Loài này được Sprague mô tả khoa học đầu tiên năm 1903.